# Clesthentia crassioccipitis
Clesthentia crassioccipitis är en tvåvingeart som beskrevs av Akira Nagatomi 1991. Clesthentia crassioccipitis ingår i släktet Clesthentia och familjen Apsilocephalidae.
Artens utbredningsområde är Tasmanien. Inga underarter finns listade i Catalogue of Life.